# ぼくは航空管制官4
『ぼくは航空管制官4』（ぼくはこうくうかんせいかんフォー）は、2015年9月17日に株式会社テクノブレインから順次発売されたWindows向け航空管制シミュレーションソフトであり、『ぼくは航空管制官シリーズ』の第4作である。通称・略称はぼく管4（ぼくかんふぉー）である。

## 概要
『ぼくは航空管制官4』は、前作『ぼくは航空管制官3』に比べ、運航票（ストリップ）が直接選択できるようになったり、進行方向が表示されるようになるなど、より分かりやすくを追求したものになっている。また、24時間のスケジュールの中からステージを作るモードが追加され、より楽しみやすくなった。

## 本作で変更されたシステム
ここでは、前作『ぼくは航空管制官3』との違いをまとめる。
- 全ての操作がタッチパネルに対応した[1]。
- 視点の回転がマウスのフリック操作で行えるようになった[2]。
- クリアノルマをS>A>B>C>Dの五段階評価で行うようになった[2]。
- 着陸復行等をしたり待機指示をしないまま放置した時に溜まるストレスゲージがなくなり、効率指数と危険指数ゲージになった。
- ステージによるが、担当機が割り振られ、1人で全ての指示をしなくてもよくなった。
- 時刻が秒単位迄表示されるようになり、カウントが正確なものとなった（前作は約20秒で1分経過扱い）。

### 出発便
デリバリー
前作と変わらない。
グランド
今作では地上に走行ルートが表示されるようになった。また隣合うスポット間の間隔が若干広くなり、ステージと方向によっては同時にプッシュバックしてもヘッドオンしなくなった。
タワー
前作と変わらない。
ディパーチャー
今作では方向を選ぶ代わりに、ウェイポイントなどを選択し直接向かうようになっている。

### 到着便
アプローチ
滑走路変更が出来るようになった。ルートを選ぶ代わりにウェイポイントを選択し、ショートカットできるようになった。
タワー
滑走路から出す誘導路の選択が最速と遠方(選ばなければ通常のまま)で選べるようになった。着陸許可を出しても着陸直前までは着陸復行（ゴーアラウンド）ができるようになった。
グランド
ルート選択時にスポットが選択出来なくなった。

## シリーズ一覧

### シリーズ本編

#### ぼくは航空管制官4　羽田
『ぼくは航空管制官4 羽田』は、羽田空港を舞台にした『ぼくは航空管制官4』の第1弾。当初は2015年7月17日に発売予定であったが、2015年8月28日に延期され、更にWindows 10での動作確認を理由に2015年9月17日に再延期された。前作『東京ドリームゲートウェイ』から進化した点としてシーナリーデータが増え、拡張された国際線ターミナルや、新滑走路、空港以外にも、東京スカイツリー、東京ゲートブリッジが追加された。
後述の「羽田2」の発売に伴い販売終了となっている。
- 登場航空会社・団体…JALグループ・ANA・エア・ドゥ・スカイマーク・ソラシドエア・アシアナ航空・エバー航空・ガルーダ・インドネシア航空・キャセイパシフィック航空・シンガポール航空・タイ国際航空・チャイナエアライン・フィリピン航空・海上保安庁

#### ぼくは航空管制官4　関空
『ぼくは航空管制官4 関空』は、関西国際空港を舞台にした『ぼくは航空管制官4』の第2弾。前作『関西クロスオーバー』から進化した点として、FedEx北太平洋地区ハブが追加された。また、今シリーズ初のテクノエア機が実装された。
- 登場航空会社・団体…JALグループ・ANA・アシアナ航空・エア・カレドニアインターナショナル・エバー航空・ガルーダ・インドネシア航空・キャセイパシフィック航空・シンガポール航空・ジェットスター・ジャパン・スカイマーク・スターフライヤー・ソラシドエア・タイ国際航空・チャイナエアライン・Peach Aviation・フィリピン航空・フィンエアー・ANA Cargo・日本貨物航空・UPS航空・海上保安庁

#### ぼくは航空管制官4　福岡
『ぼくは航空管制官4 福岡』は、福岡空港を舞台にした『ぼくは航空管制官4』の第3弾。前作『福岡オリエンタルウイングス』から12年ぶりの登場となった今作は、新しく就航した航空会社などが追加された。
- 登場航空会社・団体…JALグループ・ANA・アシアナ航空・天草エアライン・エアプサン・エバー航空・オリエンタルエアブリッジ・キャセイパシフィック航空・キャセイドラゴン航空・ジェットスター・ジャパン・シンガポール航空・スカイマーク・スターフライヤー・タイ国際航空・チェジュ航空・チャイナエアライン・Peach Aviation・フィンエアー・フジドリームエアラインズ

#### ぼくは航空管制官4　羽田2
『ぼくは航空管制官4 羽田2』は、羽田空港を舞台にした『ぼくは航空管制官4』の第4弾。新評価システム「効率ゲージ」が追加された。
- 登場航空会社・団体…JALグループ・ANA・アシアナ航空・エア・ドゥ・ガルーダ・インドネシア航空・キャセイパシフィック航空・キャセイドラゴン航空・シンガポール航空・スカイマーク・スターフライヤー・ソラシドエア・タイ国際航空・チャイナエアライン・中国南方航空・Peach Aviation・フィリピン航空

#### ぼくは航空管制官4　セントレア
『ぼくは航空管制官4 セントレア』は、中部国際空港セントレアを舞台にした『ぼくは航空管制官4』の第5弾。
- 登場航空会社・団体…JALグループ・ANA・アシアナ航空・エアアジア・ジャパン・エア・ドゥ・キャセイパシフィック航空・ジェットスター・ジャパン・シンガポール航空・スカイマーク・スターフライヤー・ソラシドエア・タイガーエア台湾・タイ国際航空・チャイナエアライン・中国南方航空・フィリピン航空・フィンエアー・ANA Cargo

#### ぼくは航空管制官4　那覇
『ぼくは航空管制官4 那覇』は、那覇空港を舞台にした『ぼくは航空管制官4』の第6弾。
- 登場航空会社・団体…JALグループ・ANA・アシアナ航空・エバー航空・ジェットスター・アジア航空・ジェットスター・ジャパン・ジンエアー・スカイマーク・スターフライヤー・ソラシドエア・タイガーエア台湾・チャイナエアライン・ティーウェイ航空・peach Aviation・香港航空・ANA Cargo・航空自衛隊

積乱雲も登場。
尚、エクストラステージではこれまでの1本滑走路の運用が楽しめる。

#### ぼくは航空管制官4　新千歳
『ぼくは航空管制官4 新千歳』は、新千歳空港および、千歳基地を舞台にした『ぼくは航空管制官4』の第7弾。ダウンロード版とパッケージ版で発売日が異なる。
- 登場航空会社・団体…JALグループ・ANA・IBEXエアラインズ・エアアジア・ジャパン・エアアジア X・タイ・エアアジア X・AIRDO・オーロラ航空・ジェットスター・ジャパン・ジンエアー・スカイマーク・スクート・タイ国際航空・チャイナ エアライン・中国南方航空・Peach・フィリピン航空・フィンエアー・フジドリームエアラインズ・香港航空・海上保安庁・航空自衛隊

冬ステージでは除雪が楽しめる。

#### ぼくは航空管制官4　伊丹
『ぼくは航空管制官4 伊丹』は、大阪国際空港を舞台にした『ぼくは航空管制官4』の第8弾。ダウンロード版とパッケージ版で発売日が異なる。
- 登場航空会社・団体…JALグループ・ANA・IBEXエアラインズ・天草エアライン

#### ぼくは航空管制官4　仙台
『ぼくは航空管制官4 仙台』は、仙台空港を舞台にした『ぼくは航空管制官4』の第9弾。
- 登場航空会社・団体…JALグループ・ANA・IBEXエアラインズ・アシアナ航空・エア・ドゥ・エバー航空・スカイマーク・タイガーエア台湾・タイ国際航空・Peach Aviation・フジドリームエアラインズ・航空大学校

#### ぼくは航空管制官4　成田
『ぼくは航空管制官4 成田』は、成田空港を舞台にした『ぼくは航空管制官4』の第10弾。
- 登場航空会社・団体…JALグループ・ANA・アエロメヒコ航空・エアカラン・ガルーダ・インドネシア航空・キャセイパシフィック航空・ジェットスター・ジャパン・ZIPAIR Tokyo・シンガポール航空・スプリング・ジャパン・タイガーエア台湾・タイ国際航空・中国南方航空・Peach Aviation・フィリピン航空・フィンエアー・ベトジェットエア・UPS航空・日本貨物航空

### シリーズ入門編

#### ぼくは航空管制官4にチャレンジ
2017年7月20日に発売された『ぼくは航空管制官4　福岡』を基にした入門編で、全3ステージから構成されている。なお、本作を購入すると『ぼくは航空管制官4　福岡』を割安で買えるという特典がもらえる。
- 登場航空会社・団体…JALグループ・ANA

## 追加キット
アドオンソフトのため、上記シリーズ本編が必要である。テクノブレインのオンラインショップであるテクノブレイン#AirShopでのダウンロード販売のみで、店頭では購入できない。
ぼくは航空管制官4 羽田2 エクステンドシナリオ1
2018年9月26日発売。ゲームステージ3+エクストラステージ3の全6ステージを収録。
ぼくは航空管制官4 セントレア エクステンドシナリオ1
2019年4月17日発売。ゲームステージ3+エクストラステージ3の全6ステージを収録。
ぼくは航空管制官4 羽田2 エクステンドシナリオ2
2021年9月16日発売。ゲームステージ3+エクストラステージ3の全6ステージを収録。
ぼくは航空管制官4 那覇 エクステンドシナリオ1
2022年8月5日発売。ゲームステージ2+エクストラステージ2の全4ステージを収録。
ぼくは航空管制官4 成田 エクステンドシナリオ1
2023年10月27日発売。ゲームステージ3+エクストラステージ3の全6ステージを収録。
ぼくは航空管制官4 成田 エクステンドシナリオ2
2024年1月25日発売。ゲームステージ3+エクストラステージ3の全6ステージを収録。

## Soundtrack
ぼくは航空管制官4 ATC4 Soundtrack
2019年7月10日発売。

## 英語版
アドオンソフトのため、上記シリーズ本編が必要である。
I am an Air Traffic Controller 4
2020年10月15日発売。
DLC1 ATC4: Airport NAHA [ROAH]
2021年8月26日発売。
「那覇」の英語版。空港自体の説明はしっかりと更新されている。
DLC2 ATC4: Airport NEW CHITOSE [RJCC]
2023年2月15日発売。
「新千歳」の英語版。スクリーンショットでは霧が濃い夏ステージの様子が登場。
DLC3 ATC4: Airport OSAKA [RJOO]
2023年9月20日発売。
「伊丹」の英語版。
DLC4 ATC4: Airport NAGOYA [RJGG]
2024年3月28日発売。
「セントレア」の英語版。
DLC5 ATC4: Airport NARITA [RJAA]
2024年発売予定。
「成田」の英語版。

## 動作環境
本作の動作環境は右のとおりである。今作から、CD-ROMからインストールするときにパッケージ内に同包されているシリアルナンバーが必要になった。また、Windows 10にも対応した。